# Roberto Giolito
Roberto Giolito (Ancona, 10 novembre 1962) è un designer italiano operante nel settore automobilistico.
Esclusivamente legato al marchio FIAT, è conosciuto a livello internazionale per la realizzazione di alcune fra le vetture più significative dell'era automobilistica moderna quali la Fiat Multipla del 1998 (esposta al MoMA di New York), e la Fiat 500 del 2007: auto dell'anno nel 2008, World car design of the year nel 2009 e Compasso d'Oro per il design industriale nel 2011. Dal 2011 al 2015, Giolito ricopre in FCA il ruolo di capo designer del centro stile per i marchi Fiat e Abarth ed il ruolo di vicepresidente del design center per il mercato EMEA. Dal 2016 ottiene l’incarico di Head of FCA Heritage, il dipartimento incaricato della tutela, divulgazione e promozione del patrimonio storico dei marchi italiani di FCA.

## Biografia

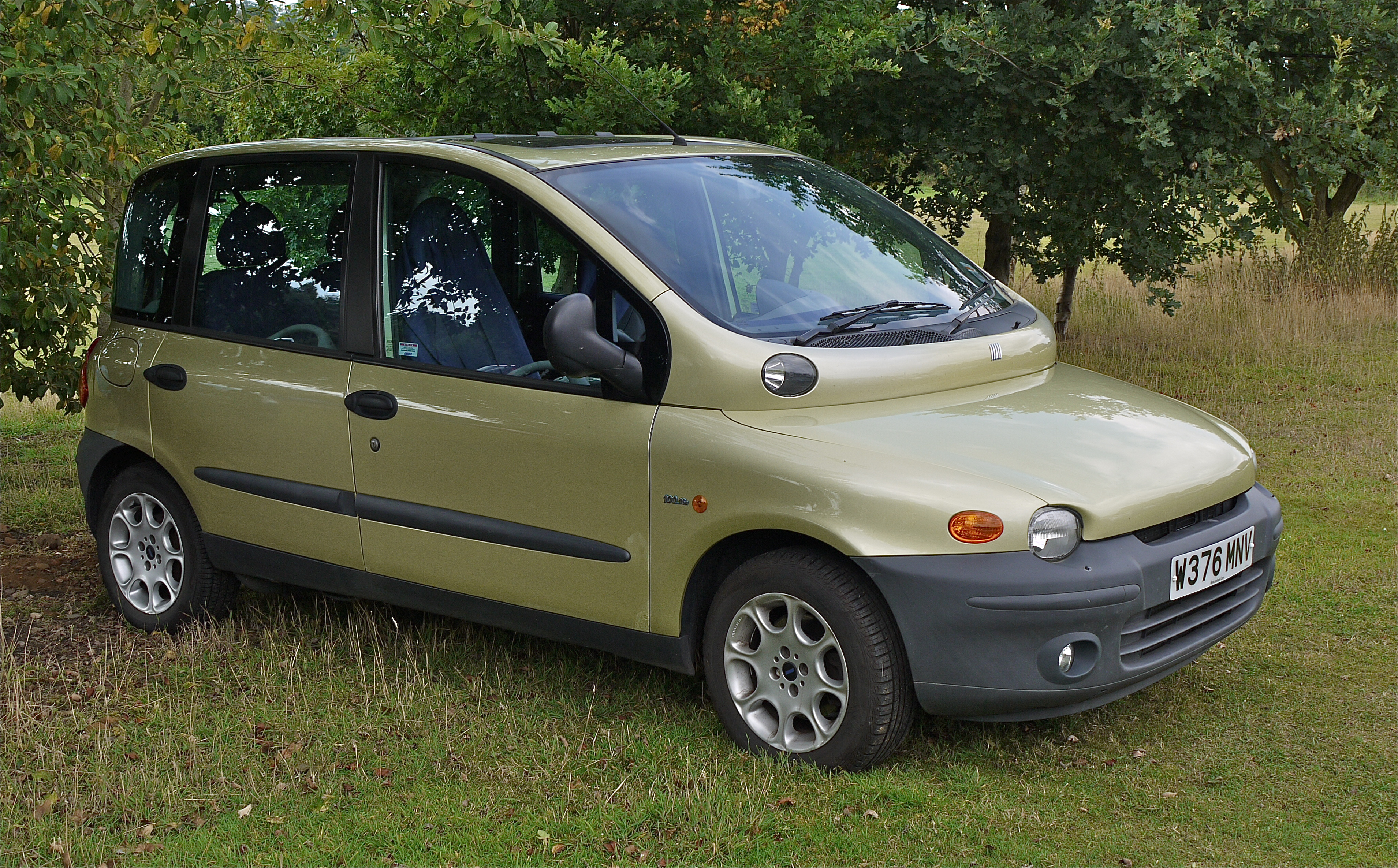
La Fiat Multipla del 1998, prima auto nata dalla matita di Giolito

Si laurea in design industriale presso l'Istituto superiore per le industrie artistiche (ISIA) di Roma nel 1985. Per quattro anni lavora nell'ambito della grafica, comunicazione ed arredamento.
Entra in Fiat nel 1989 dove inizio a concepire alcuni prototipi di vetture ecologiche ad alimentazione alternativa. Nel 1998 disegna la Multipla, una delle auto più discusse e controverse della storia automobilistica recente. La Multipla venne tanto criticata quanto lodata, pur registrando un magro successo commerciale, entra a far parte della collezione del MoMA di New York, viene proclamata "Auto dell'anno" dalla rivista "Top Gear" e per più anni consecutivi riceve il premio “Family car of the year”.
Nel 2001 inaugura e dirige l'Advanced Design Center : un team di designer, esperti di comunicazione visiva, ingegneri ed esperti di marketing indipendenti ed emergenti (non provenienti da altri centri stile) per studiare soluzioni di mobilità alternativa.
Nel 2007, dopo la realizzazione della vettura di suo maggior successo commerciale e d'immagine, la 500, viene promosso a capo responsabile dello stile dei marchi Fiat e Abarth. Attualmente ricopre ancora tale ruolo ed è vice presidente del Design Center per il mercato Europeo del gruppo Fiat Chrysler Automobiles. Giolito è responsabile, insieme a Giorgio Neri, del brand "500" supervisionando la nuova famiglia di vetture nata dalla piccola utilitaria torinese quali la Fiat 500L e Fiat 500X.

## Realizzazioni

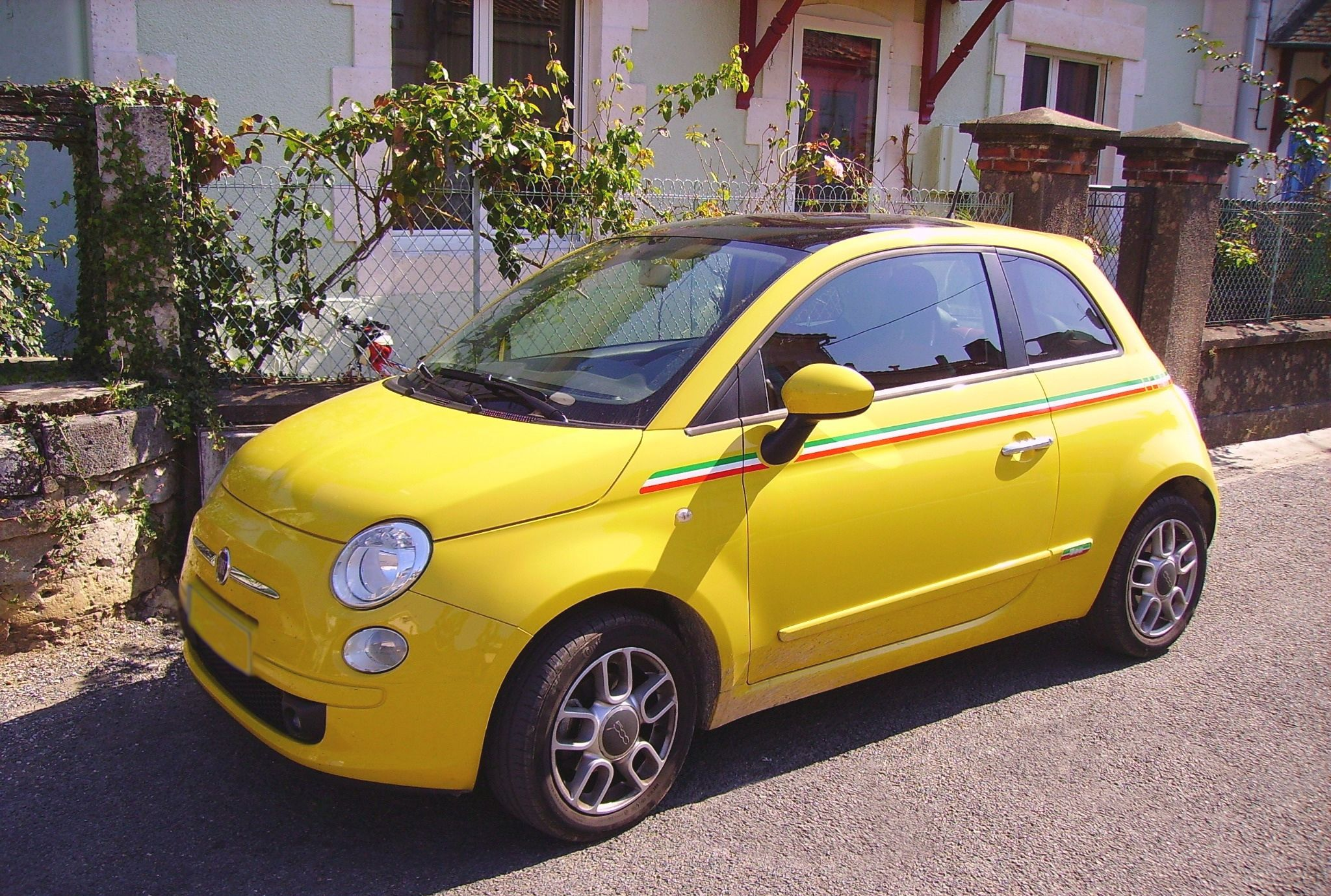
La Fiat 500 del 2007, l'auto di maggior successo firmata dal designer italiano

### Autovetture
Roberto Giolito firma personalmente due vetture:
- 1998 - disegna Fiat Multipla - per il centro stile Fiat sotto la direzione di Peter Davis[18]
- 2007 - disegna Fiat 500 - per il centro stile Fiat sotto la direzione di Frank Stephenson[19]

Nel 2007 viene nominato come responsabile per lo stile dei marchi FIAT e Abarth, sotto la sua direzione vengono create le seguenti vetture:
- 2008 - dirige lo stile della Abarth 500
- 2009 - dirige lo stile della Fiat Punto Evo[20], restyling della Fiat Grande Punto (su precedente progetto di Giorgetto Giugiaro)
- 2009 - dirige lo stile della Abarth Punto Evo
- 2011 - dirige lo stile della nuova Fiat Panda[21][22]
- 2011 - dirige lo stile della Punto 2012, restyling della Punto Evo.
- 2012 - dirige lo stile della Fiat 500L[15][23][24]
- 2014 - dirige lo stile della Fiat 500X[25][26]
- 2015 - supervisiona lo stile della Fiat Tipo
- 2015 - supervisiona lo stile della Fiat 124 Spider (2016)[27]

### Concept

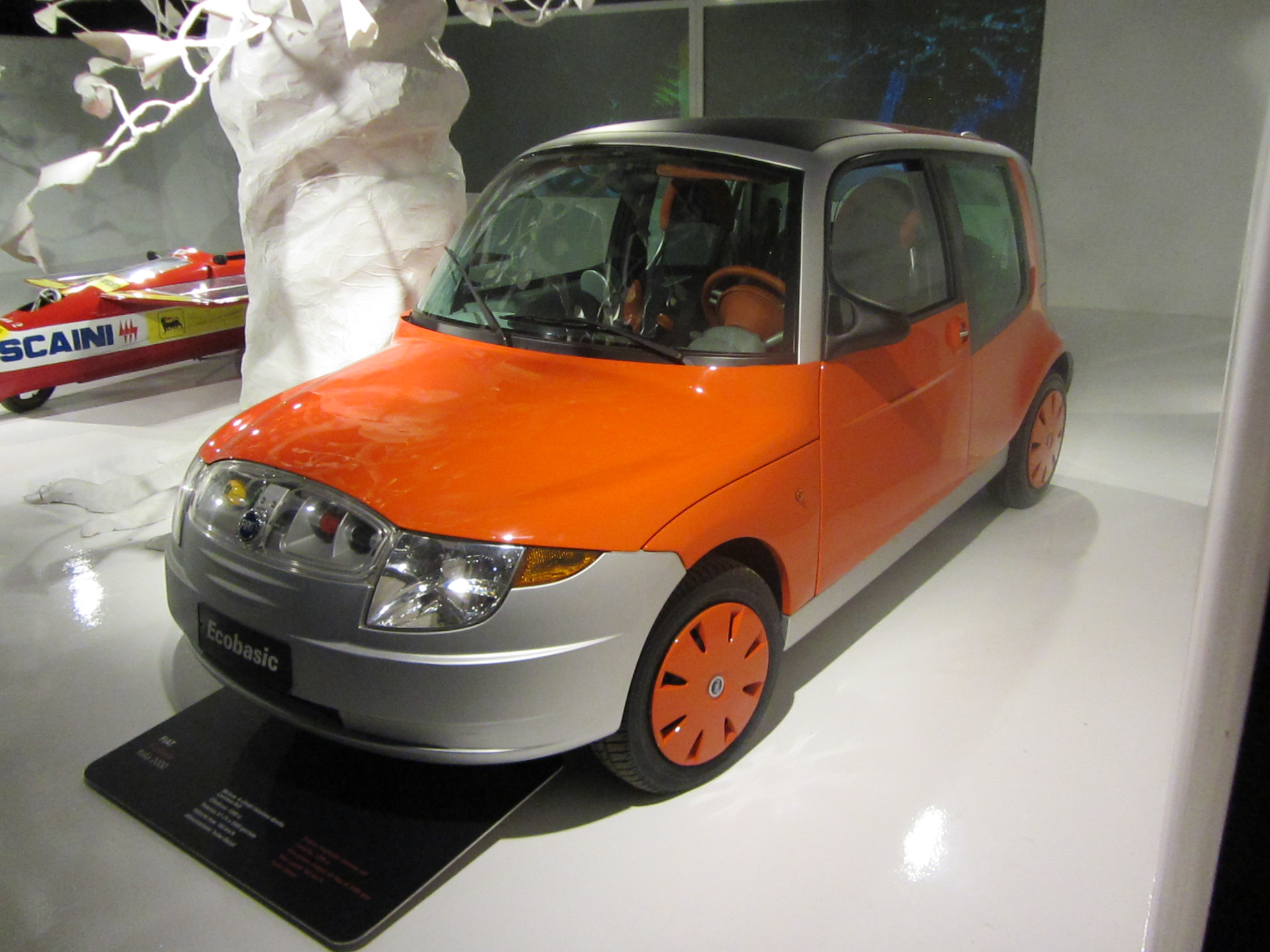
La Fiat Ecobasic esposta al Museo nazionale dell'automobile di Torino

- Zic (1994)[28][29]
- Ecobasic (2000)[28]
- Trepiùno (2004)[28]